# Сплетіння (мистецтво)

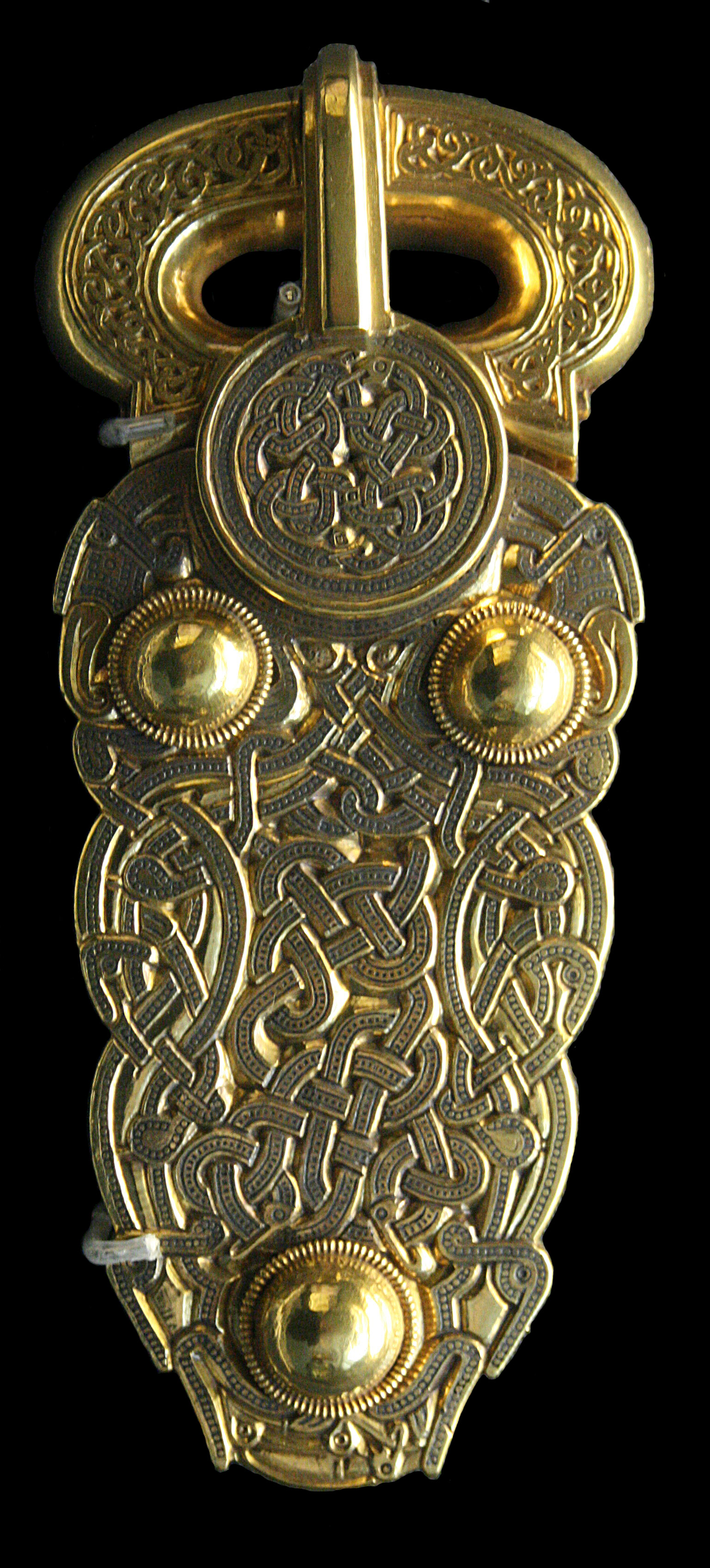
Англо-саксонська золота пряжка поясу зі сплетінням стрічками, поховальне судно Саттон Ху, VII ст.

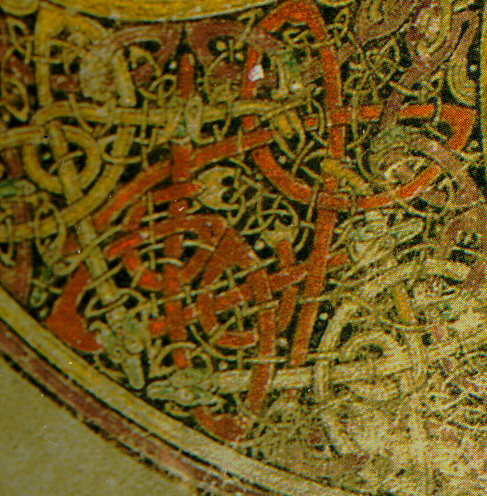
Деталь складного сплетіння з Келлської книги.

В образотворчому мистецтві, сплетіння — це декоративний елемент, поширений у середньовічному мистецтві. У сплетінні лінії або частини мотивів повторювані, заплетені, зав'язані вузлами у складні геометричні форми, часто для заповнення простору. Сплетіння часто зустрічається в мистецтві періоду міграцій Північної Європи, особливо в острівному мистецтві Британських островів та північному мистецтві Раннього Середньовіччя та в ісламському мистецтві.

## Історія та застосування

### Походження

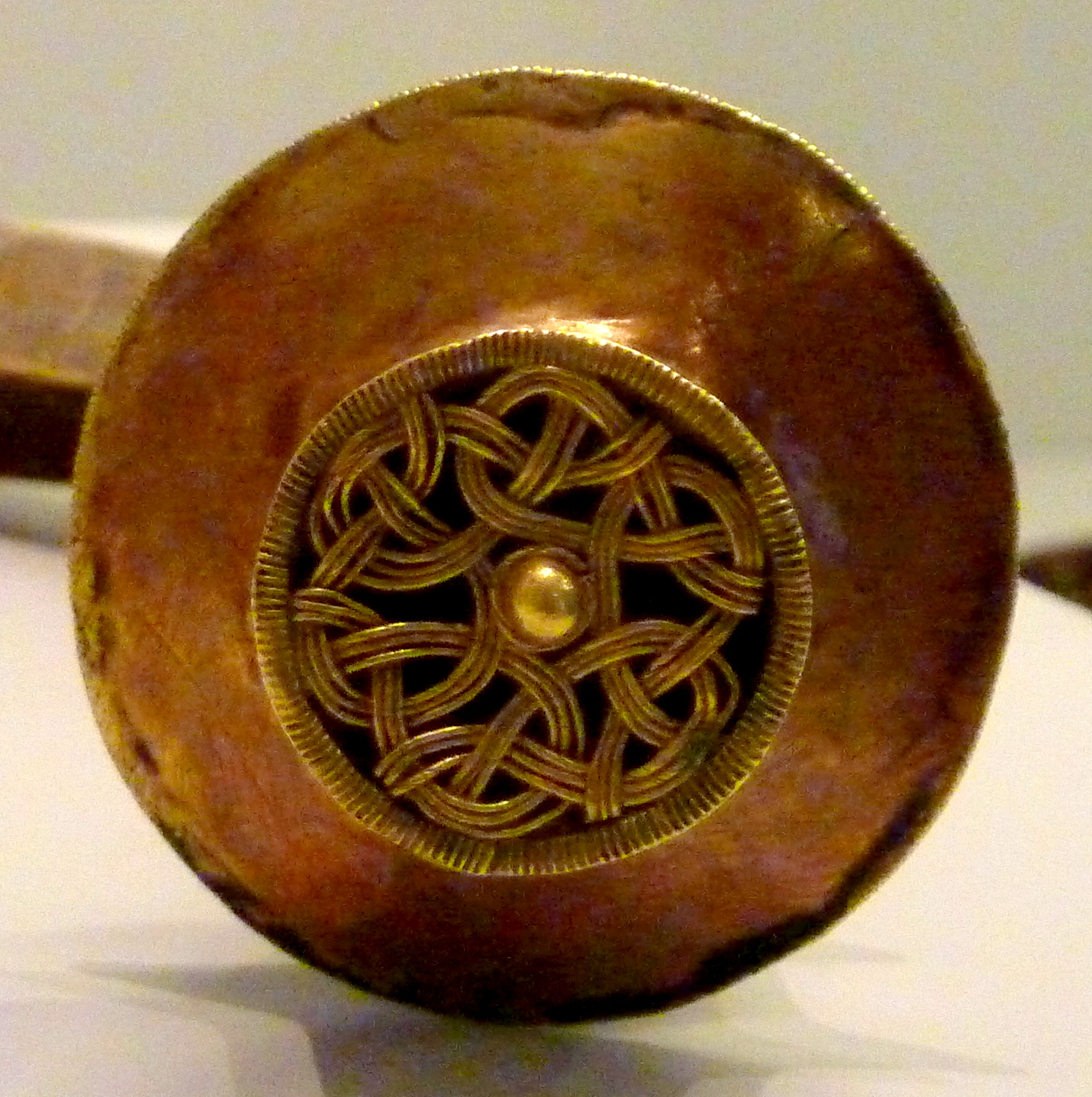
Сплетіння та обертальна симетрія: Torque de Foxados Залізної доби, Музей Понтеведра, Галісія

Складні переплетені та сплетені мотиви можна побачити у пізньому давньоримському мистецтві у багатьох куточках Європи, в мозаїчних підлогах та інших формах мистецтва. Коптські манускрипти та текстиль V—VI сторіччя прикрашені орнаментом з широких стрічок, що дуже схожий на найранішні зразки плетених вузлів, що можна побачити в манускриптах острівного мистецтва Британських островів.

### Північна Європа
Сплетіння є основною рисою орнаменту «стилю II» звіриного стилю мистецтва періоду міграцій та широко присутній у Північній Європі, а також був принесений лангобардами у Північну Італію. Як правило, в цьому стилі довгі «стрічки» закінчуються головою звіря. До 700 р.н. е. він стає менш поширеним у більшості Європи, однак продовжує розвиватися на Британських островах та у Скандинавії, де його можна побачити в роботах по металу, різьбленні по дереву, рунічних каменях, високих хрестах та ілюмінованих манускриптах, створених між VII та XII сторіччями. Митець Джордж Бейн охарактеризував сплетіння раннього періоду острівного мистецтва, яке можна побачити у Книзі з Дарроу та фрагменті Євангелія з Даремського собору, створених у VII ст., як «роз'єднані та з'єднані» косички. Не має однієї думки, чи коптські плетені мотиви були прямо запозичені гіберно-шотландськими монастирями зі східного Середземномор'я або через ломбардську Італію. Історик мистецтв Дж. Дж. Свіні висловлюється за прямі відносини між скрипторіями ранньохристиянської Ірландії та коптських монастирів Єгипту.
Для цього нового стилю були характерні видовжені звірі, переплетені у симетричні фігури, і він може бути датований серединою VII сторіччя, якщо приймати датування зразків у скарбі Саттон Ху. Найскладніші та найнасиченіші зооморфічні сплетіння зустрічаються у мистецтві епохи вікінгів, а саме Урнеському стилі (виник до 1050 р.), де вусики листяних орнаментів переплітаються зі стилізованими тваринами.
Розквіт північноєвропейського сплетіння припав на острівне мистецтво Британських островів, де орнаменти у звіриному стилі Північної Європи поєдналися з вузлоплетінням стрічками та християнськими впливами у таких роботах як «Келлська книга» та Хрест Конга. Цілі килимові сторінки були ілюміновані абстрактними мотивами, включно з широким використанням сплетіння, а кам'яні високі хрести поєднували панелі зі сплетінням з панелями з зображеннями фігур. Сплетіння острівного мистецтва скопіювали у континентальній Європі, досить наближено у франко-саксонській школі VIII—XI сторіч та менш близько у інших каролінзьких школах ілюмінування, де існувала традиція листяних декоративних орнаментів. У романському мистецтві це стало типовим, а сплетіння в цілому — значно менш складним. Однак деколи можна побачити і звірині форми.

### Ісламське мистецтво
В ісламському орнаменті поширені мотиви геометричних переплетінь. Вони можуть вважатися особливим видом арабески. Елементи Омейядської архітектури, наприклад мозаїка підлоги, віконні решітки, різьблення та розфарбовування стін, та декоративна робота по металу VIII—X сторіч, містять елементи складних сплетінь, поширених у пізнішому ісламському мистецтві. Сплетіння можна також побачити в куфській каліграфії.

### Хорватія
Одним з вагомих прикладів поширеного регіонального використання сплетіння є сплетіння з трьох стрічок, яке можна побачити в раньо-середньовічній Хорватії на кам'яних різьбленнях IX—XI сторіччя.

## Галерея

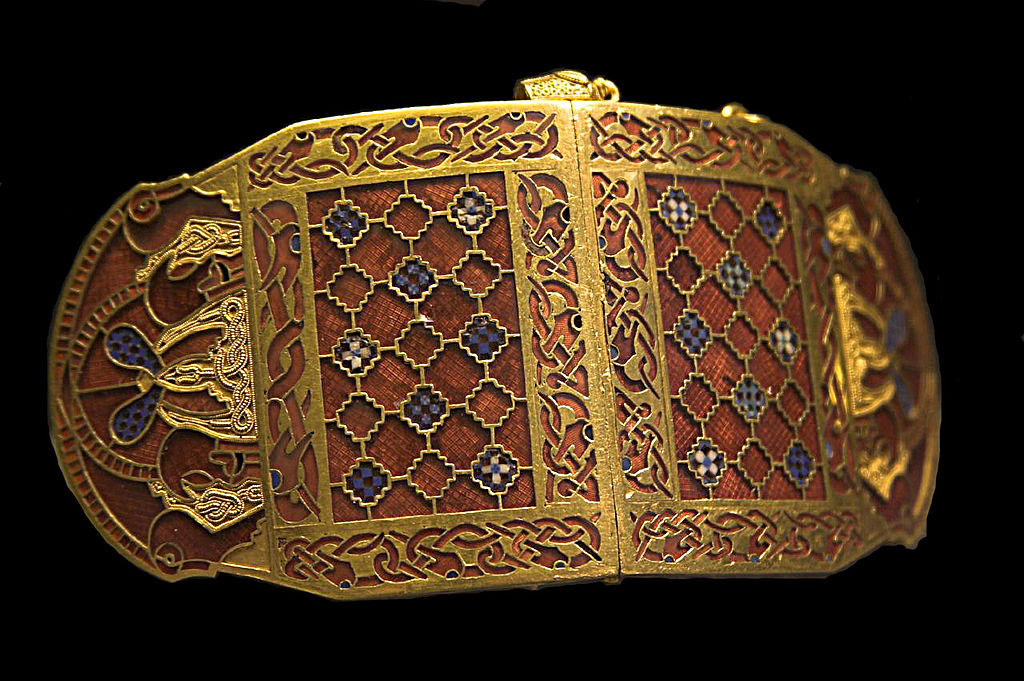
Наплічні застібки з переплетеними схематичними тваринами, поховання Саттон Ху, початок VII ст.
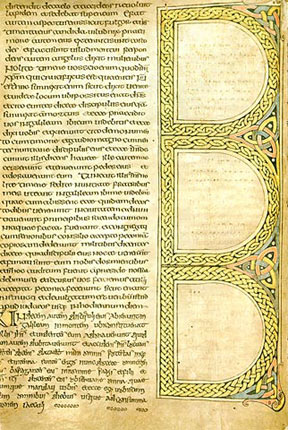
Сплетіння раннього періоду острівного мистецтва, сторінки євангелія Даремського собору, середина VII ст.
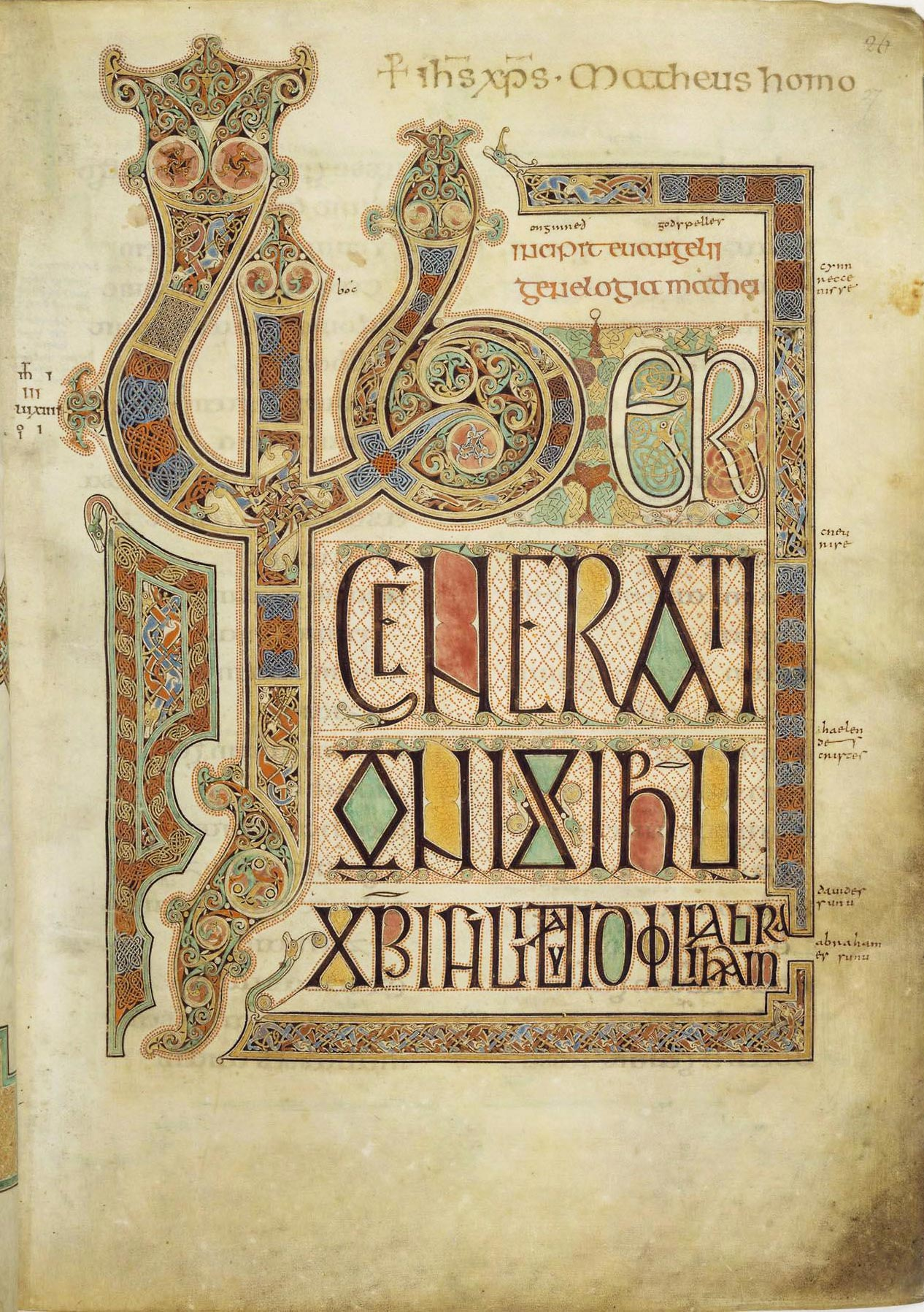
Острівне сплетіння тварин та вузлів, Ліндісфарнське євангеліє, початок VIII ст.
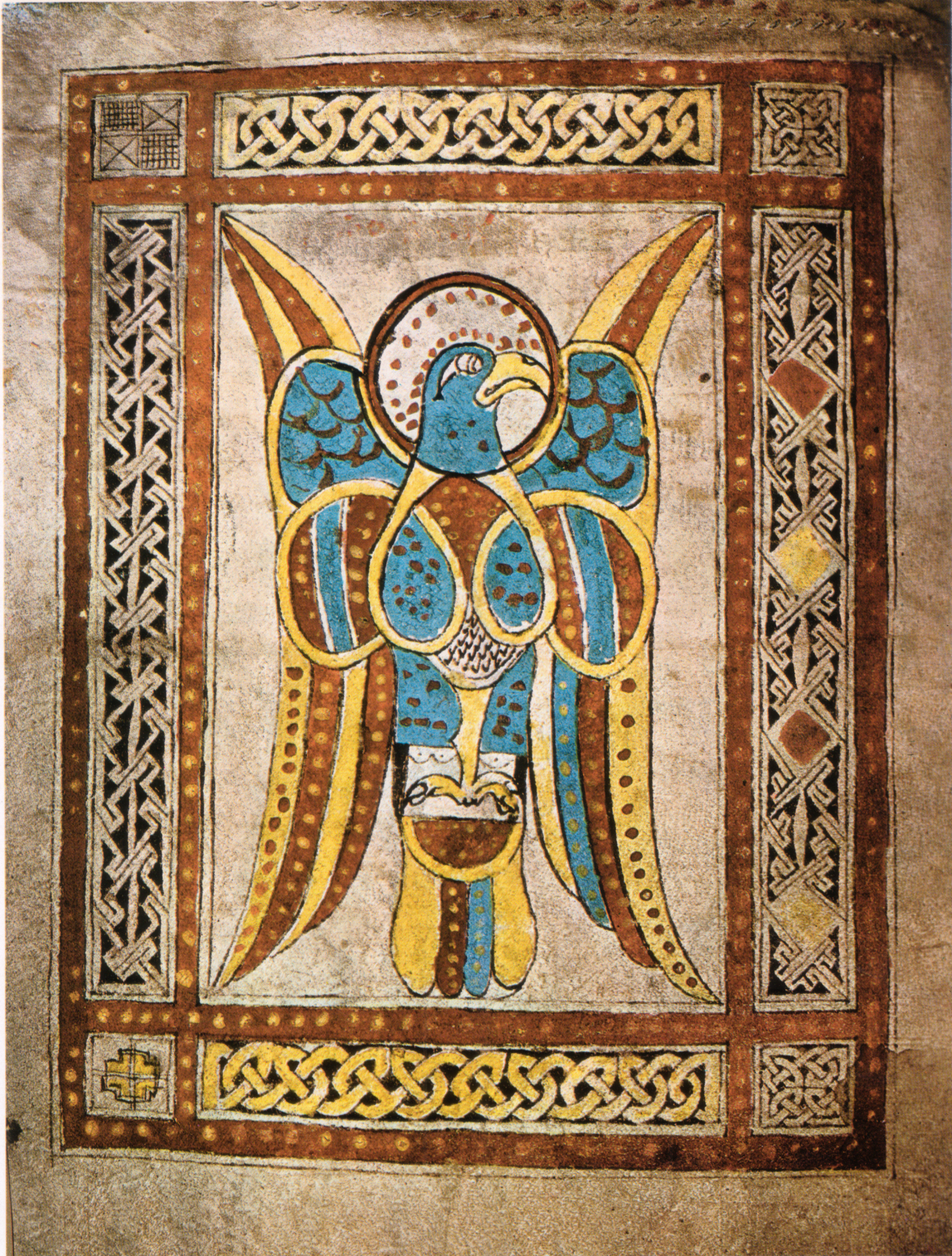
Сторінка з Книги Дімми з простими межами в стилі сплетіння, VIII ст.
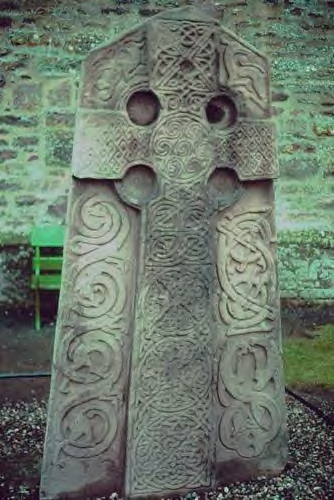
Кіркярдський камінь, Аберлемо, Шотландія, бл. 800
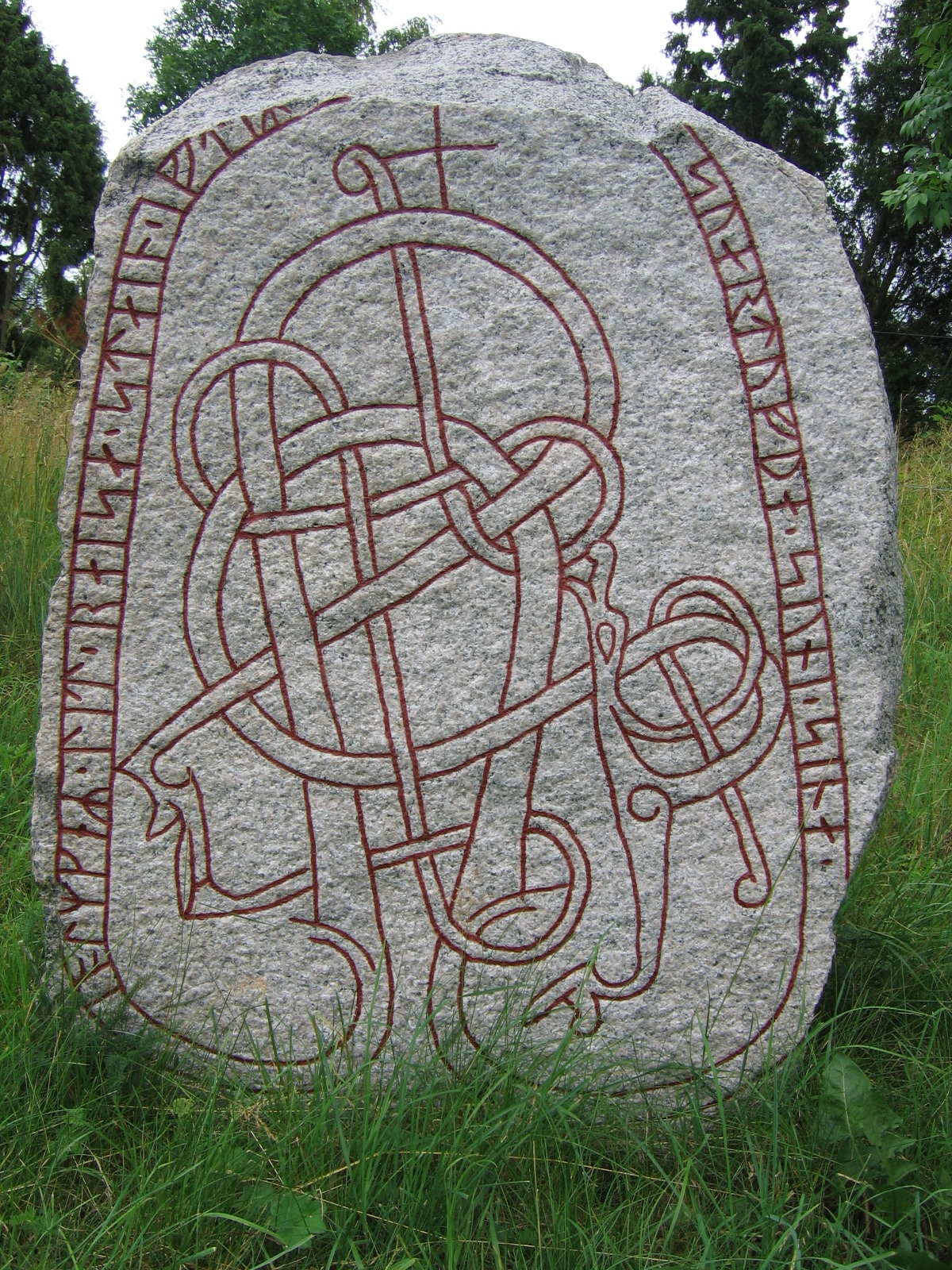
Рунічний камінь Ärentunar з переплетеними тваринами, Аппланд, Швеція
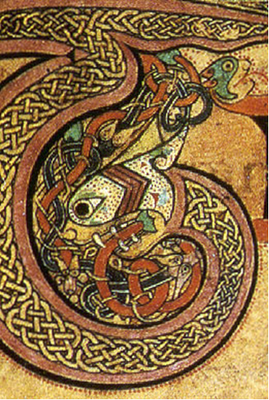
Деталь прикрашеної буквиці «T» з заповненням сплетінням стрічками та мотивом переплетених тварин, Келлська книга, бл. 800
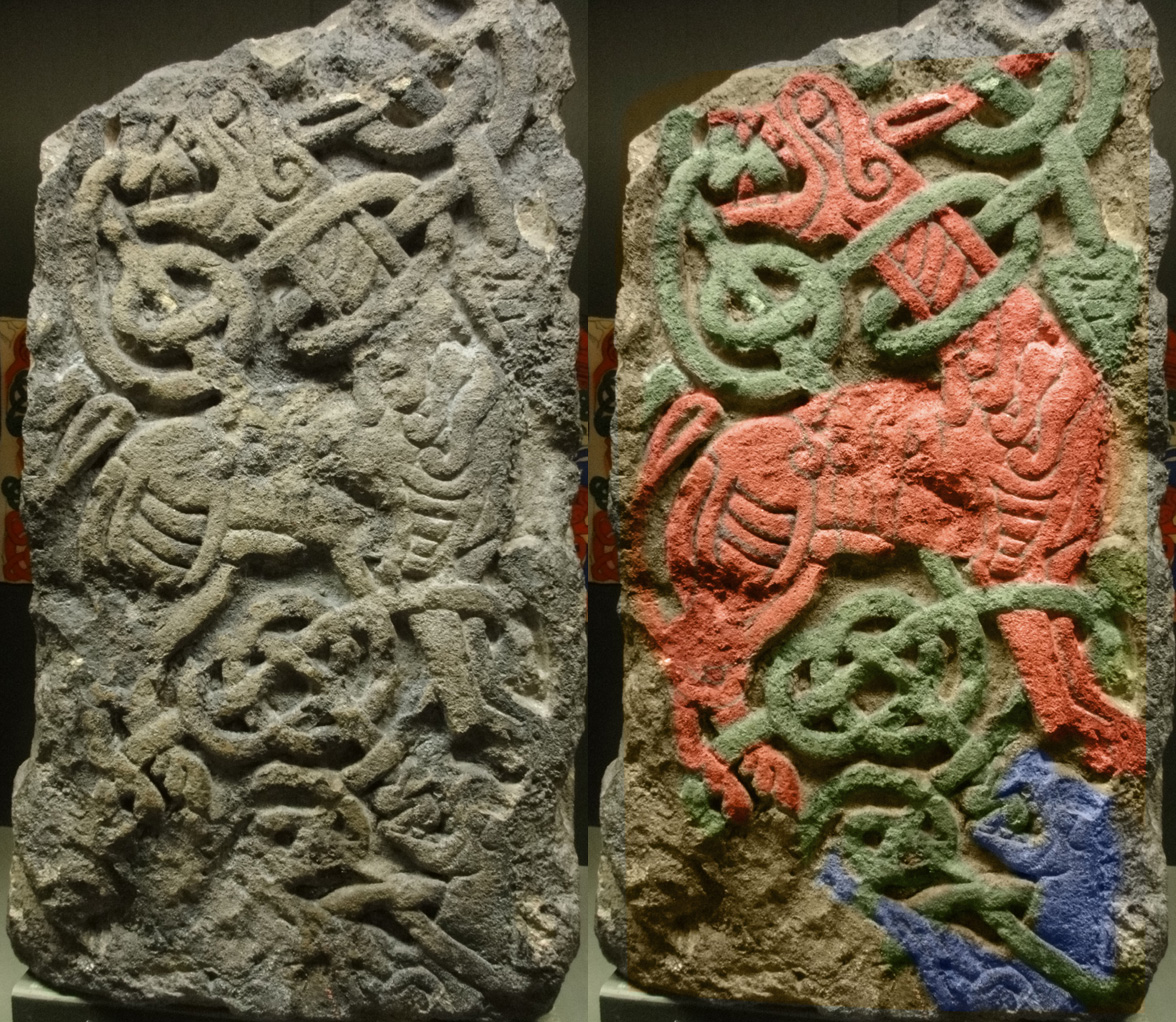
Фрагмент англо-саксонського хреста IX ст, знайдений в монастирі Св.Освальда, Глочестер
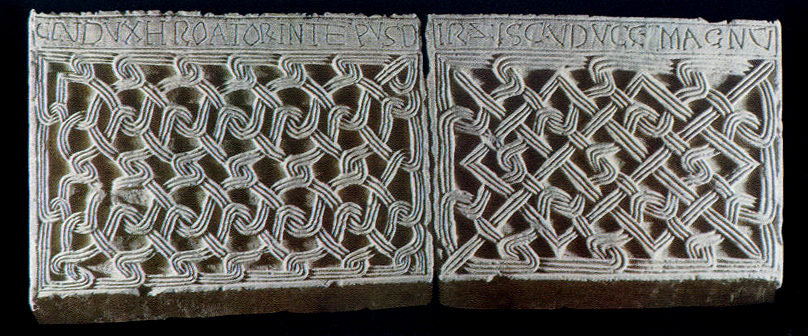
Напис хорватського короля Степана Држислава, кінець X ст.
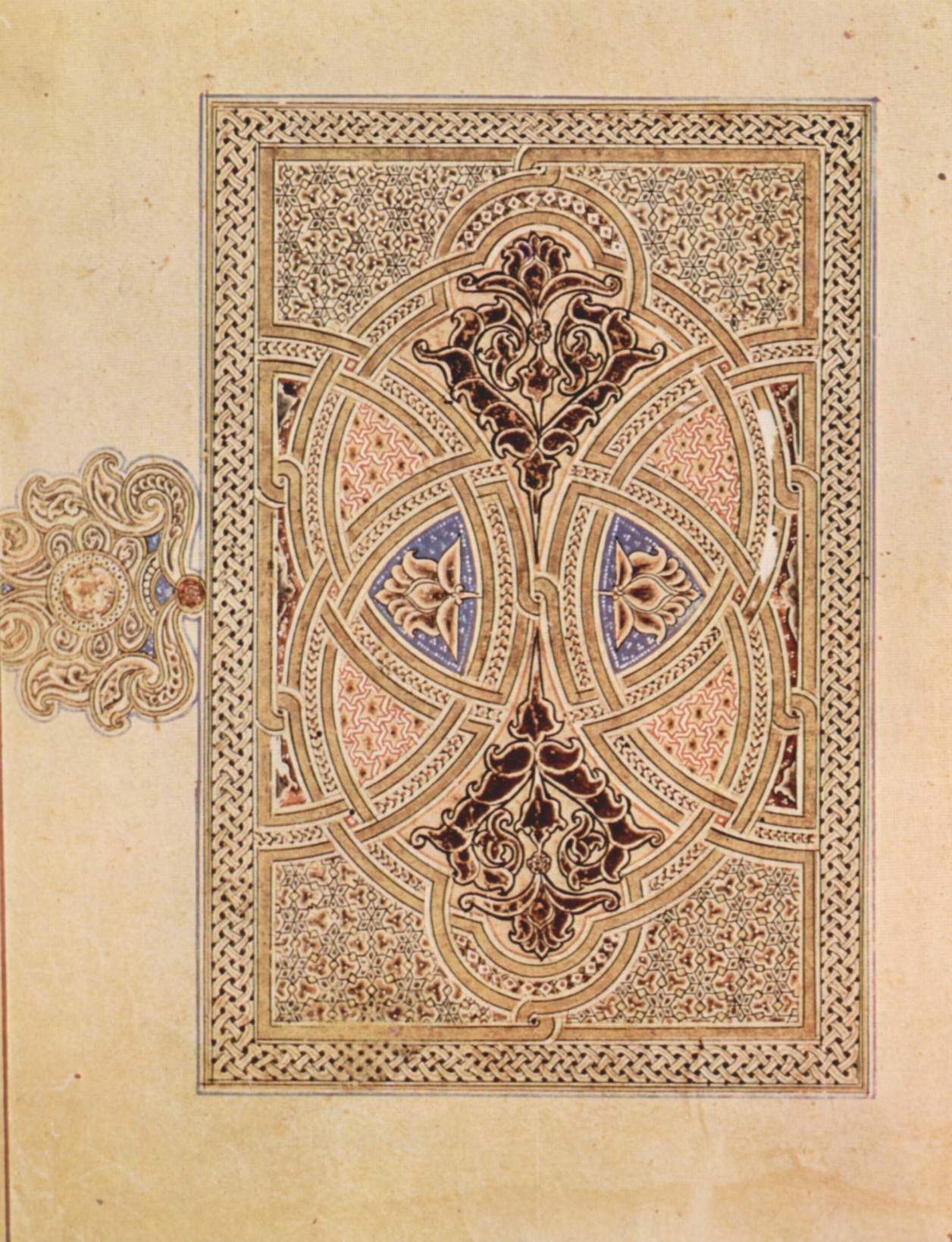
Килимова сторінка з арабського ілюмінованого манускрипту, XI ст.
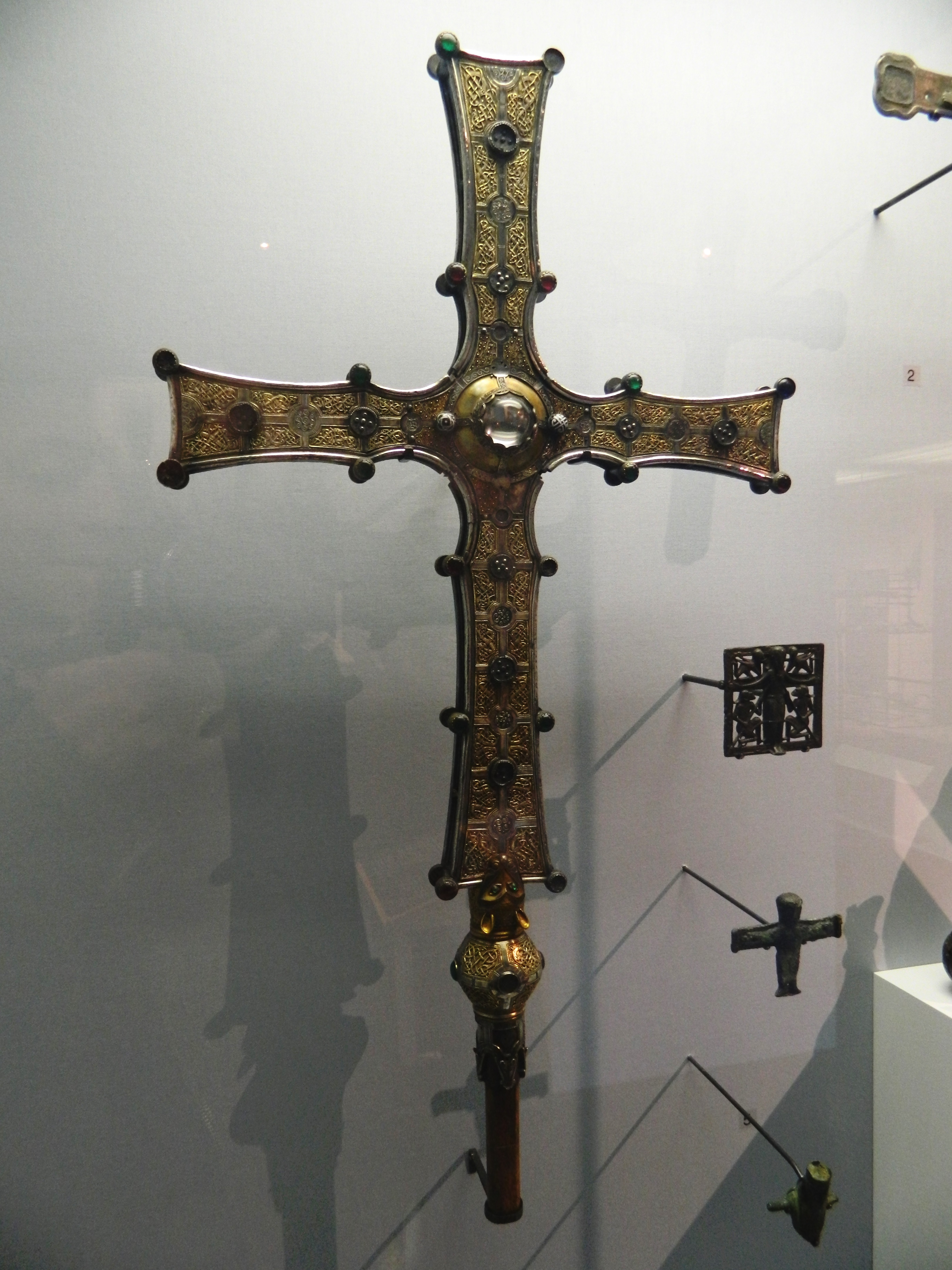
Різьблення на Хресті Конна, ірландському процесійному хресті, прикрашеному елементами острівного мистецтва та Урнеського стилю, початок XII ст.
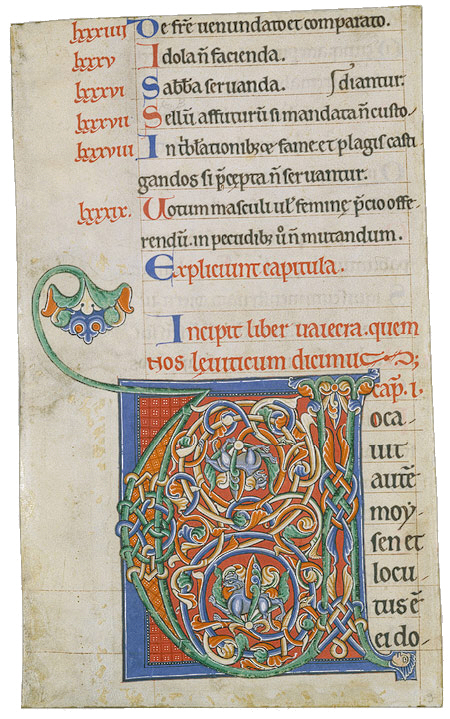
Романське сплетіння, foliage and knotwork, Франція, бл. 1175–1195
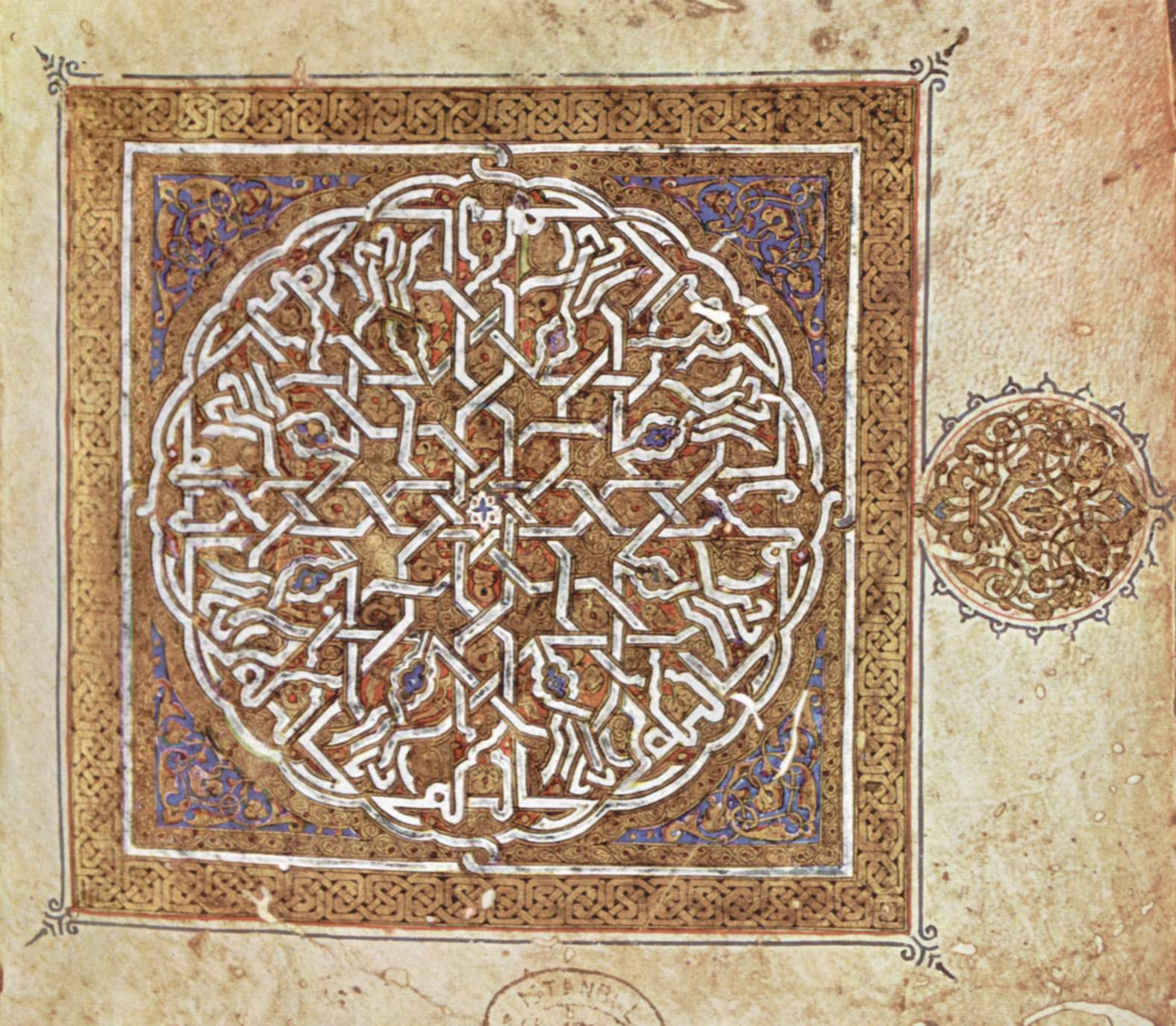
Фоліо з манускрипту Корану з переплетеними краями, 1182
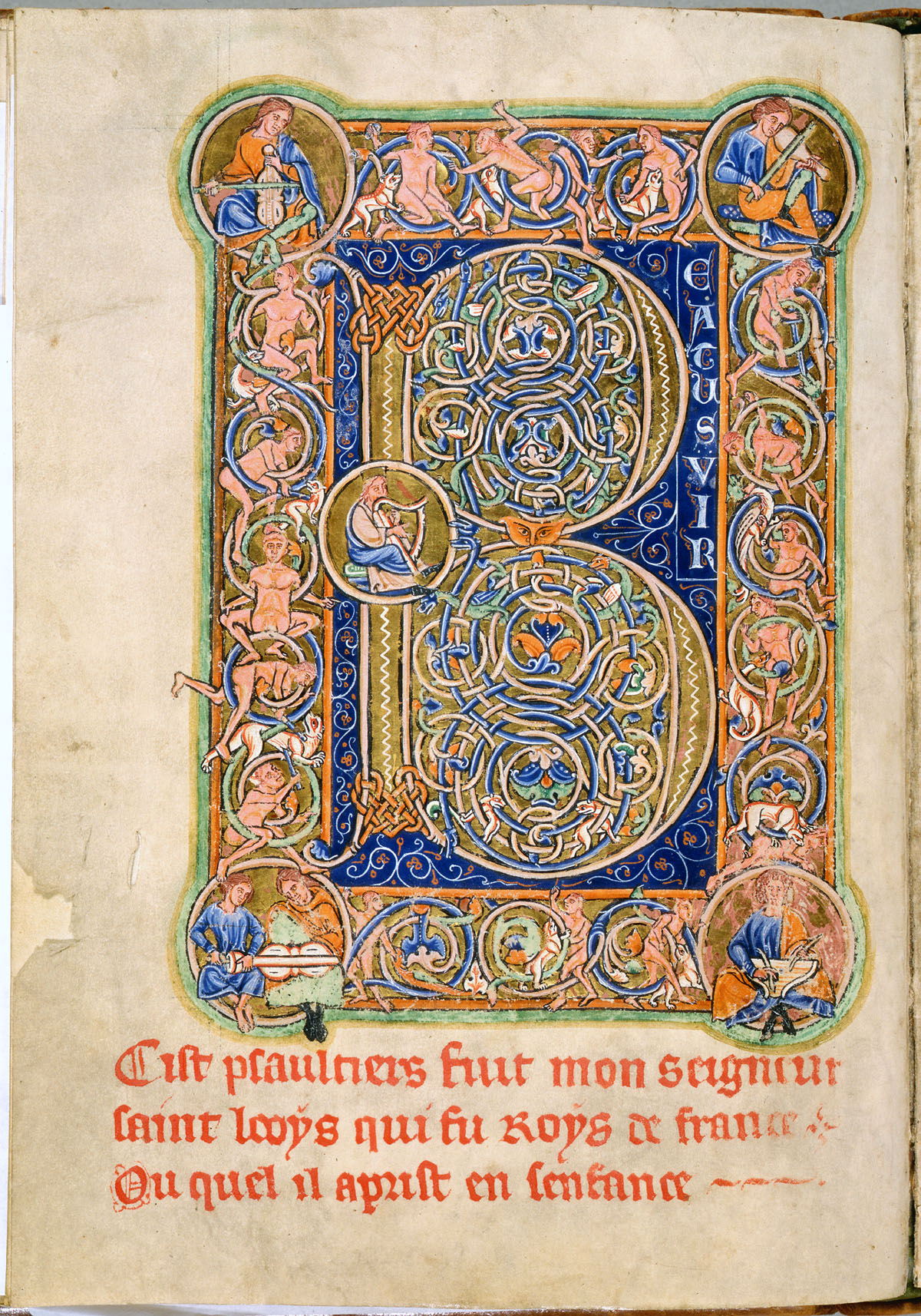
Романське сплетіння, літера, заповнена фігурами, Північна Англія, 1190–1200.